# I Love You Because
I Love You Because ("Te amo porque") es una canción compuesta y grabada por Leon Payne en 1949 en Capitol Records editada como single con "A Link in the Chain of Broken Hearts" en su cara B. La canción fue versionada por varios artistas, adquiriendo importancia la interpretación de Elvis Presley durante las sesiones de la Sun Records  por formar parte del surgimiento y la consolidación del rock and roll. 

## Versión de Elvis Presley
Elvis grabó su propia versión de I love you because en la compañía Sun Records el 5 de julio de 1954, año en que dio inicio a su carrera como músico profesional. Sin embargo esa grabación recién vería la luz en 1956 cuando el contrato de Elvis con la compañía Sun, al igual que los derechos de los temas grabados allí, fueron adquiridos por RCA. 
El 31 de agosto de 1956 la compañía RCA editó I love you because en formato de disco sencillo con Trying to get to you en su cara B bajo el registro RCA 47-6639. Tring to get to you por su parte había sido grabada por Presley en Sun el 11 de julio de 1955. RCA tomó en cuenta algunas de las grabaciones previas de Presley que no habían sido lanzadas al mercado como discos simples y debido a que los sencillos por su bajo costo eran más fáciles de vender, editó en conjunto siete sencillos de 45 RPM entre los que se encontraba el tema I love you because en cuestión. Si bien esos temas no llegaron a rankear en las listas de los charts,  en su conjunto lograron ventas que alcanzaron 1.5 millones de copias.  Por otro lado I love you because y Trying to get to you  se incluyeron en el primer LP de Elvis titulado homónimamente Elvis Presley que logró ventas que fueron premiadas con un disco de oro por la RIAA a la vez que ingresaba a los charts del Billboard y The Official Charts del Reino Unido. 
Se desconoce cuáles tomas fueron seleccionadas por Sun para registrar como másters de ambos temas. 
Al igual que en otras de sus grabaciones en la Sun, Elvis grabó junto al guitarrista Scotty Moore y el contrabajista Bill Black. La guitarra acústica de Elvis constituyó la base rítmica principal del tema y se registró en un primer plano con respecto a la eléctrica de Moore en la toma final, mientras que el contrabajo de Black marcaba mayoritariamente la tónica de la escala. 

### Músicos
- Elvis Presley - voz, vocal whistle y guitarra acústica rítmica
- Scotty Moore - guitarra eléctrica líder
- Bill Black - contrabajo

## Otras versiones
Otros artistas que grabaron I lov you because además de su compositor Leon Payne y Elvis Presley fueron Johnny Cash,  Al Martino  y Jim Reeves 